# Zum Heiligen Kreuz (Altmannstein)

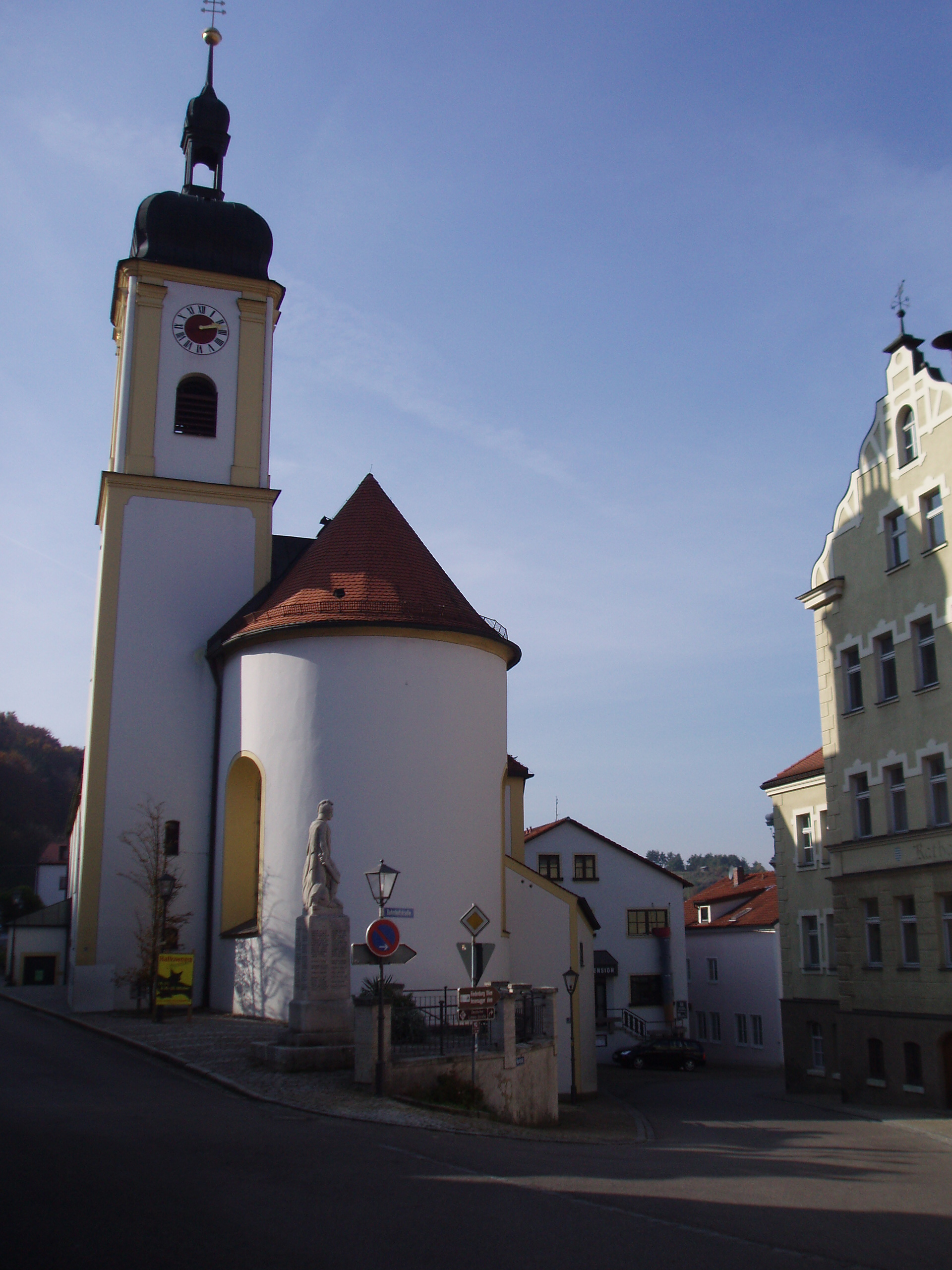
Pfarrkirche Hl. Kreuz (Altmannstein)

Die Pfarrkirche Zum Heiligen Kreuz in Altmannstein, Bistum Regensburg, ist ein Sakralbau, der vor allem für das Kruzifix des berühmten aus Altmannstein stammenden Rokokokünstlers Ignaz Günther bekannt ist, das im Chor der Kirche hängt.

## Geschichte
Die Zeit der Kirchengründung ist nicht bekannt. Aber man muss davon ausgehen, dass das Sakralgebäude schon vor 1421 existiert hatte, da in diesem Jahr des Messbenefizium gestiftet wurde. 1664 wurden Dach und Dachstuhl wegen starker Beschädigungen erneuert. Es ist überliefert, dass von 1699 bis 1705 ein hölzernes Vesperbild verehrt worden ist. Von 1760 bis 1764 wurde das Kirchengebäude durch den Maurermeister Prädl neu errichtet. Aus Platzmangel wurde über dem Chor der Kirchturm errichtet, aber dieser stürzte kurz vor seiner Vollendung ein und beschädigte das Langhaus stark. Deswegen wurde der Turm an seinem jetzigen Standort errichtet und konnte erst nach der Einweihung der Kirche 1763 im Jahre 1764 fertiggestellt werden. 1858 verlängerte man das Langhaus des Gotteshauses um 15 Fuß Richtung Westen. 1890 wurden im Laufe einer Renovierung drei neue Altäre aufgestellt und 1908 wurden Glasgemälde in die Fenster eingesetzt. Bereits im folgenden Jahr, 1909, wurde der schadhafte Bau erneut instand gesetzt. Beim Umbau der Kirche 1959 unter der Leitung von Architekt Haindl aus München wurde das Langhaus großzügig erweitert und der Innenraum größtenteils neu ausgestattet. Lediglich Turm und Chor blieben in ihrer ursprünglichen Bausubstanz erhalten.

## Orgel
Die Orgel wurde 1963 von Orgelbau Plößl aus Großmehring errichtet und im Jahr 2018 durch Orgelbau Rainer Kilbert (Hönighausen) erweitert und klanglich verbessert.
| I Hauptwerk C–g3 |       |
| Prinzipal        | 8′    |
| Rohrflöte        | 8′    |
| Oktave           | 4′    |
| Spitzflöte       | 4′    |
| Feldflöte        | 2′    |
| Sespuialter II   | 2 ⁄3′ |
| Mixtur IV        | 1 ⁄3′ |
| Trompete         | 8′    |

| II Positiv C–g3   |       |
| Koppel            | 8′    |
| Salicional        | 8′    |
| Kupfern Prinzipal | 4′    |
| Spitzgedackt      | 4′    |
| Oktave            | 2′    |
| Quinte            | 1 ⁄3′ |
| Oboe              | 8′    |
| Tremulant         |       |

| Pedal C–f1     |     |
| Subbass        | 16′ |
| Oktave         | 8′  |
| Baßflöte       | 8′  |
| Choralbaß      | 4′  |
| Posaune        | 16′ |
| Pedal-Trompete | 8′  |

- Koppeln: II/I, I/P, II/P
- Spielhilfen: Freie Kombination, Pedal Kombination, Tutti, Auslöser

## Glocken
Das Geläut der Pfarrkirche Heilig Kreuz besteht aus insgesamt fünf Glocken. Die Katharinenglocke (1947 gegossen) wird als Sterbeglocke verwendet. Glockenstuhl und -joche sind aus Stahl.
| Nr. | Name                | Gussjahr | Gießer, Gussort                   | Schlagton |
| --- | ------------------- | -------- | --------------------------------- | --------- |
| 1   | Heilig-Kreuz-Glocke | 1959     | Hofweber, Regensburg              | e1        |
| 2   | Marienglocke        | 1959     | Hofweber, Regensburg              | fis1      |
| 3   | Schutzengelglocke   | 1959     | Hofweber, Regensburg              | a1        |
| 4   | Glocke 4            | um 1500  | Christoph Glockengießer, Nürnberg | c2        |
| 5   | Glocke 5            | um 1500  | Christoph Glockengießer, Nürnberg | dis2      |